# Survivor (singel TVXQ)
Survivor – dwudziesty szósty singel południowokoreańskiego zespołu TVXQ, wydany w Japonii 11 marca 2009 roku przez Rhythm Zone. Został wydany w trzech edycjach: limitowanej CD+DVD, regularnej CD i „Fan Club Members Only”. Osiągnął 3 pozycję w rankingu Oricon i pozostał na liście przez 35 tygodni, sprzedał się w nakładzie 100 313 egzemplarzy w Japonii. Singel zdobył status złotej płyty.

## Lista utworów

### CD
| CD | CD                              | CD           | CD                                                                      | CD                                                                      | CD      |
| Nr | Tytuł utworu                    | Tekst        | Kompozycja                                                              | Aranżacja                                                               | Długość |
| -- | ------------------------------- | ------------ | ----------------------------------------------------------------------- | ----------------------------------------------------------------------- | ------- |
| 1. | „Survivor”                      | H.U.B.       | Iain James, Robert Habolin, Adam Powers                                 | Robert Habolin, YU                                                      | 3:14    |
| 2. | „Take Your Hands”               | Ryōji Sonoda | Steve Smith, Anthonv Anderson, Jenson David Aubrey Vaughan, Creig Smart | Steve Smith, Anthonv Anderson, Jenson David Aubrey Vaughan, Creig Smart | 3:19    |
| 3. | „Survivor -Seven Seas Premium-” | H.U.B.       | Iain James, Robert Habolin, Adam Powers                                 | Robert Habolin, YU Shinjirō Inoue (remix)                               | 3:34    |
| 4. | „Survivor” (Less Vocal)         |              | Iain James, Robert Habolin, Adam Powers                                 | Robert Habolin, YU                                                      | 3:14    |
| 5. | „Take Your Hands” (Less Vocal)  |              | Steve Smith, Anthonv Anderson, Jenson David Aubrey Vaughan, Creig Smart | Steve Smith, Anthonv Anderson, Jenson David Aubrey Vaughan, Creig Smart | 3:19    |

### CD+DVD
| CD | CD                             | CD           | CD                                                                      | CD                                                                      | CD      |
| Nr | Tytuł utworu                   | Tekst        | Kompozycja                                                              | Aranżacja                                                               | Długość |
| -- | ------------------------------ | ------------ | ----------------------------------------------------------------------- | ----------------------------------------------------------------------- | ------- |
| 1. | „Survivor”                     | H.U.B.       | Iain James, Robert Habolin, Adam Powers                                 | Robert Habolin, YU                                                      | 3:14    |
| 2. | „Take Your Hands”              | Ryōji Sonoda | Steve Smith, Anthonv Anderson, Jenson David Aubrey Vaughan, Creig Smart | Steve Smith, Anthonv Anderson, Jenson David Aubrey Vaughan, Creig Smart | 3:19    |
| 3. | „Survivor” (Less Vocal)        |              | Iain James, Robert Habolin, Adam Powers                                 | Robert Habolin, YU                                                      | 3:14    |
| 4. | „Take Your Hands” (Less Vocal) |              | Steve Smith, Anthonv Anderson, Jenson David Aubrey Vaughan, Creig Smart | Steve Smith, Anthonv Anderson, Jenson David Aubrey Vaughan, Creig Smart | 3:19    |

| DVD | DVD                     | DVD     |
| Nr  | Tytuł utworu            | Długość |
| --- | ----------------------- | ------- |
| 1.  | „Survivor” (Video Clip) |         |
| 2.  | „Off Shot Movie”        |         |

## Notowania
| Lista                             | Pozycja |
| --------------------------------- | ------- |
| Oricon Weekly Singles Chart       | 3       |
| Billboard Japan Hot 100           | 11      |
| Billboard Japan Top Singles Sales | 5       |